# Alina Robu

## Alina Robu
Alina Robu este psiholog clinician, psihoterapeut integrativ, specialist neurofeedback, hipnoterapeut și sexolog (Psihoterapeut Integrativ &Psiholog Clinician Alina Robu | Consiliere psihologica, psihoterapie Brasov), cu o experiență de peste 20 de ani în domeniul sănătății mintale și emoționale. Licențiată în drept și psihologie și doctorandă în psihologie, Alina Robu este co-fondatoare a Institutului BrainMap Neuroscience din România. (Institutul BrainMap Neuroscience)

## Educație și formare
Alina Robu a absolvit Facultatea de Psihologie și Științele Educației, Universitatea Transilvania din Brașov, unde a urmat ulterior și programul de masterat în Psihologie Clinică, Consiliere Psihologică și Psihoterapie. A obținut formarea în psihoterapie integrativă în cadrul Asociației Române de Psihoterapie Integrativă (ARPI), organizație acreditată la nivel național pentru pregătirea psihoterapeuților. După finalizarea studiilor, a devenit membră în Colegiul Psihologilor din România, cu drept de liberă practică în specialitățile psihologie clinică și psihoterapie. Ulterior, s-a specializat în domeniul neurofeedback-ului la Institut für EEG-Neurofeedback (IFEN) din Germania, unde a urmat cursuri de formare privind utilizarea neurotehnologiilor avansate în evaluarea și intervenția neurofiziologică.

## Carieră terapeutică
După absolvirea studiilor în psihologie, Alina a activat ca psiholog clinician, psihoterapeut, hipnoterapeut și sexolog. Ulterior, s-a orientat către terapii complementare și neuroștiințe, integrând terapii moderne cu baze științifice, precum neurofeedback și analiza BrainMap. În 2019, a fondat împreună cu Diana Nemes Institutul BrainMap Neuroscience, un centru dedicat evaluării și intervenției neurofiziologice.

## Activitate profesională
Alina Robu lucrează de peste 20 de ani în domeniul sănătății umane. Folosește tehnologii precum NeuroFeedback, BrainMap și Fotobiomodulație pentru o serie de afecțiuni, printre care: anxietate, depresie, ADHD și tulburări de somn. Are o abordare integrativă și interdisciplinară a sănătății mintale, combinând neuroștiințele și psihoterapia. A publicat împreună cu Diana Nemes volumul „Neurofeedback Plus” la editura Revista Timpul. Cele 3 cărți ( Tratarea depresiei, Eliminarea atacurilor de panică și Vindecarea anxietății) descriu efectele terapiei NeuroFeedback Plus în tratarea afecțiunilor menționate.

## Contribuții științifice
[modificare | modificare sursă]
În anul 2025, Alina Robu, in colaborare cu Diana Nemes au publicat o serie de articole științifice în International Journal of Scientific Development and Research, în care au documentat eficiența intervențiilor neurotehnologice multimodale (qEEG neurofeedback, fotobiomodulare cerebrală, biofeedback coerent cardio-creier) în patru domenii cheie:
- Longevitate sănătoasă – Robu, A., & Nemes, A. D. (2025). Impact of a multimodal neurotechnological intervention on physiological and neurocognitive markers of healthy longevity.[13][14]
- Performanță academică la copii 11–15 ani - Robu, A., & Nemes, A. D. (2025). Enhancing attention and academic performance through neurotechnological interventions.[15][16]
- Productivitate și focus la antreprenori – Robu, A., & Nemes, A. D. (2025). Brain fitness for business success.[17][18]
- Claritate mentală și performanță în echipe corporatiste – Robu, A., & Nemes, A. D. (2025). Increasing mental clarity, decision-making speed and team performance in corporate settings.[19][20]

## Prezență media și conferințe
Alina Robu a participat în emisiuni de televiziune și podcasturi cunoscute, în care a discutat despre neuroștiință, sănătate mintală și autoreglarea creierului, printre care:
● "I Like IT" (ProTV)
● I Think cu Iusti Fudulu, unde a vorbit despre creierul din inimă
● "Acasă la Măruță", unde a prezentat din cazurile cu care s-a confruntat de-a lungul timpului
● "Fain & Simplu" cu Mihai Morar, unde a vorbit despre cum gândurile influențează sănătatea fizică
● Podcastul Dr. Cezar, locul în care a detaliat tehnologiile neuroștiințifice pe care le folosește
De asemenea, a fost invitată la conferințe precum „Fain & Simplu LIVE” de la Iași, unde a vorbit despre neuroplasticitate și armonizarea proceselor cognitive și emoționale. Din 2024, realizează împreună cu Diana Nemes podcastul „Chiar și Așa”, în care discută despre neuroștiință și dezvoltare personală cu invitați din domenii conexe, aducând un plus de psihoeducație în România. Bruce Lipton, biolog celular și autorul cărții „Biologia credinței” a fost invitat pentru a le vorbi românilor despre puterea gândurilor și a percepțiilor asupra sănătății. Thomas Feiner, unul dintre pionierii neurofeedback-ului în Europa a vorbit despre neurofeedback și sănătatea mintală într-un alt episod al podcast-ului. Mihaela Tatu și Ana Morodan au discutat despre sănătatea mintală din România, iar dr. Cristian Andrei a împărtășit din vasta sa experiență ca psiholog și psihiatru
1. ↑  „Alina Robu”. Institutul BrainMap Neuroscience. Accesat în 23 mai 2025. Verificați datele pentru: |access-date= (ajutor)
2. ↑  „Brosura Conferinței Naționale APAR – Ediția a XVIII-a” (PDF). Asociația Psihologilor Atestați din România. Accesat în 23 mai 2025. Verificați datele pentru: |access-date= (ajutor)
3. ↑  „Neurofeedback Plus – Atacurile de panică” (PDF). librariaonline.ro. Accesat în 23 mai 2025. Verificați datele pentru: |access-date= (ajutor)
4. ↑  „Despre Noi”. Institutul BrainMap Neuroscience. Accesat în 23 mai 2025. Verificați datele pentru: |access-date= (ajutor)
5. 1 2  „Robu Alina”. terapeuti.ro. Accesat în 23 mai 2025. Verificați datele pentru: |access-date= (ajutor)
6. ↑  „Certificări Terapeuți Neurofeedback” (PDF). Institutul BrainMap Neuroscience. Accesat în 23 mai 2025. Verificați datele pentru: |access-date= (ajutor)
7. ↑  „Provocări în domeniul sănătății mintale: Specialiștii NeuroFeedback Alina Robu și Diana Nemes spun care sunt cele mai mari obstacole”. Antena3.ro. Accesat în 23 mai 2025. Verificați datele pentru: |access-date= (ajutor)
8. ↑  „PODCAST: MEDICII CARE ÎȚI CITESC MINTEA: "BOLILE MOMENTULUI VIN DIN CREIER!" CUM LE VINDECI?”. fainsisimplu.ro. Accesat în 23 mai 2025. Verificați datele pentru: |access-date= (ajutor)
9. ↑  „Anxietatea și depresia se vindecă? Fondatoarele Institutului BrainMap Neuroscience explică tehnologia NeuroFeedback Plus”. digifm.ro. Accesat în 23 mai 2025. Verificați datele pentru: |access-date= (ajutor)
10. ↑  „Institutul BrainMap Neuroscience, locul unde oamenii își optimizează viața cu ajutorul științei de top”. G4Media.ro. Accesat în 23 mai 2025. Verificați datele pentru: |access-date= (ajutor)
11. ↑  „NeuroFeedback este arma omului modern împotriva stresului: Alina Robu și Diana Nemes detaliază ce este tehnologia NeuroFeedback și cum poate regla activitatea cerebrală”. Hotnews.ro. Accesat în 23 mai 2025. Verificați datele pentru: |access-date= (ajutor)
12. ↑  „Cartea Neurofeedback Plus”. neurofeedback.plus. Accesat în 23 mai 2025. Verificați datele pentru: |access-date= (ajutor)
13. 1 2  ijsdr.org. „Impact of a Multimodal Neurotechnological Intervention on Physiological and Neurocognitive Markers of Healthy Longevity: A Randomized, Longitudinal, Controlled Clinical Study”. ijsdr.org. Accesat în 05.29.2025. Verificați datele pentru: |access-date= (ajutor)
14. 1 2  ijsdr.org. „Impact Of A Multimodal Neurotechnological Intervention On Physiological And Neurocognitive Markers Of Healthy Longevity: A Randomized, Longitudinal, Controlled Clinical Study” (PDF). ijsdr.org. Accesat în 05.29.2025. line feed character în |titlu= la poziția 42 (ajutor); Verificați datele pentru: |access-date= (ajutor)
15. 1 2  ijsdr.org. „The Efficiency of a Multimodal Neurotechnological Intervention (Cerebral Photobiomodulation, qEEG Neurofeedback, and Heart- Brain Biofeedback) in Enhancing Attention and Academic Performance in Middle School Students (11-15 years old): A Nationally Conducted Randomized Controlled Clinical Study”. ijsdr.org. Accesat în 05.29.2025. Verificați datele pentru: |access-date= (ajutor)
16. 1 2  ijsdr.org. „The Efficiency of a Multimodal Neurotechnological Intervention (Cerebral Photobiomodulation, qEEG Neurofeedback, and Heart- Brain Biofeedback) in Enhancing Attention and Academic Performance in Middle School Students (11–15 years old): A Nationally Conducted Randomized Controlled Clinical Study” (PDF). ijsdr.org. Accesat în 05.29.2025. line feed character în |titlu= la poziția 31 (ajutor); Verificați datele pentru: |access-date= (ajutor)
17. 1 2  ijsdr.org. „Increasing mental clarity, decision-making speed and team performance through multimodal neurotechnology interventions (neurofeedback, alpha/gamma photobiomodulation and heart-brain biofeedback) in corporate employees”. ijsdr.org. Accesat în 05.29.2025. Verificați datele pentru: |access-date= (ajutor)
18. 1 2  ijsdr.org. „Brain Fitness for Business Success – A Controlled Study on Enhancing Entrepreneurs' Productivity and Focus through Neurotechnological Interventions Alina ROBU, Alina-Diana NEMES” (PDF). ijsdr.org. Accesat în 05.29.2025. line feed character în |titlu= la poziția 50 (ajutor); Verificați datele pentru: |access-date= (ajutor)
19. 1 2  ijsdr.org. „Increasing mental clarity, decision-making speed and team performance through multimodal neurotechnology interventions (neurofeedback, alpha/gamma photobiomodulation and heart-brain biofeedback) in corporate employees”. ijsdr.org. Accesat în 05.29.2025. Verificați datele pentru: |access-date= (ajutor)
20. 1 2  ijsdr.org. „Increasing mental clarity, decision-making speed and team performance through multimodal neurotechnology interventions (neurofeedback, alpha/gamma photobiomodulation and heart-brain biofeedback) in corporate employees Alina ROBU, Alina-Diana NEMES” (PDF). ijsdr.org. Accesat în 05.29.2025. line feed character în |titlu= la poziția 49 (ajutor); Verificați datele pentru: |access-date= (ajutor)
21. ↑  „Neurofeedback Plus, terapia folosită și de NASA, utilizată pentru tratarea unei game largi de afecțiuni! Ce spun specialiștii Sursă: https://www.protv.ro/emisiuni/la-maruta/articol/100194-neurofeedback-plus-terapia-folosita-si-de-nasa-utilizata-pentru-tratarea-unei-game-largi-de-afectiuni-ce-spun-specialistii”. Protv.ro. Accesat în 23 mai 2025. line feed character în |titlu= la poziția 126 (ajutor); Verificați datele pentru: |access-date= (ajutor); Legătură externa în |title= (ajutor)
22. ↑  „ANTRENAMENT MINUNE: DEZVOLTĂ CREIERUL! - Alina Robu, dr. Diana Nemeș - iTHINK cu IUSTI FUDULU”. IUSTI FUDULU. Accesat în 23 mai 2025. Verificați datele pentru: |access-date= (ajutor)
23. ↑  „Neurofeedback Plus, terapia folosită și de NASA, utilizată pentru tratarea unei game largi de afecțiuni! Ce spun specialiștii Sursă: https://www.protv.ro/emisiuni/la-maruta/articol/100194-neurofeedback-plus-terapia-folosita-si-de-nasa-utilizata-pentru-tratarea-unei-game-largi-de-afectiuni-ce-spun-specialistii”. Protv.ro. Accesat în 23 mai 2025. line feed character în |titlu= la poziția 126 (ajutor); Verificați datele pentru: |access-date= (ajutor); Legătură externa în |title= (ajutor)
24. ↑  „MEDICII CARE ÎȚI CITESC MINTEA:"BOLILE MOMENTULUI VIN DIN CREIER!" CUM LE VINDECI? | Fain&Simplu 165”. Mihai Morar.
25. ↑  „Alina Robu în podcastul lui Dr. Cezar - Efortul depus pentru sănătate și legătura dintre bolile de inimă și „inima rea"”. Dr. Cezar. Accesat în 23 mai 2025. Verificați datele pentru: |access-date= (ajutor)
26. ↑  „Fain & Simplu x Iași – Să fii IUBITĂ ca o coloană INFINITĂ”. fainsisimplu.ro. Accesat în 23 mai 2025. Verificați datele pentru: |access-date= (ajutor)
27. ↑  „Chiar și așa | Ep. 1: Sănătatea Creierului și Bunăstarea Mentală 🎙️”. Institutul BrainMap Neuroscience. Accesat în 23 mai 2025. Verificați datele pentru: |access-date= (ajutor)
28. ↑  „Chiar si asa | Ep. 3: Transformă-ți viața prin puterea minții (invitat special: Bruce Lipton)”. Institutul BrainMap Neuroscience. Accesat în 23 mai 2025. Verificați datele pentru: |access-date= (ajutor)
29. ↑  „Chiar si asa | Ep. 4: Secretul sănătății inimii și creierului (invitat special: Thomas Feiner)”. Institutul BrainMap Neuroscience. Accesat în 23 mai 2025. Verificați datele pentru: |access-date= (ajutor)
30. ↑  „Chiar și așa | Ep. 7: Ghidul de supraviețuire pentru o minte sănătoasă (invitat Dr. Cristian Andrei)”. Institutul BrainMap Neuroscience. Accesat în 23 mai 2025. Verificați datele pentru: |access-date= (ajutor)
31. ↑  „Chiar și așa | Ep. 5: Cum să scapi de burnout și hiperactivitate (invitat special: Ana Morodan)”. Institutul BrainMap Neuroscience. Accesat în 23 mai 2025. Verificați datele pentru: |access-date= (ajutor)
32. ↑  „Chiar și așa | Ep. 6: Secretele longevității și fericirii (invitat special: Mihaela Tatu)”. Institutul BrainMap Neuroscience. Accesat în 23 mai 2025. Verificați datele pentru: |access-date= (ajutor)